# Code européen des voies de navigation intérieure

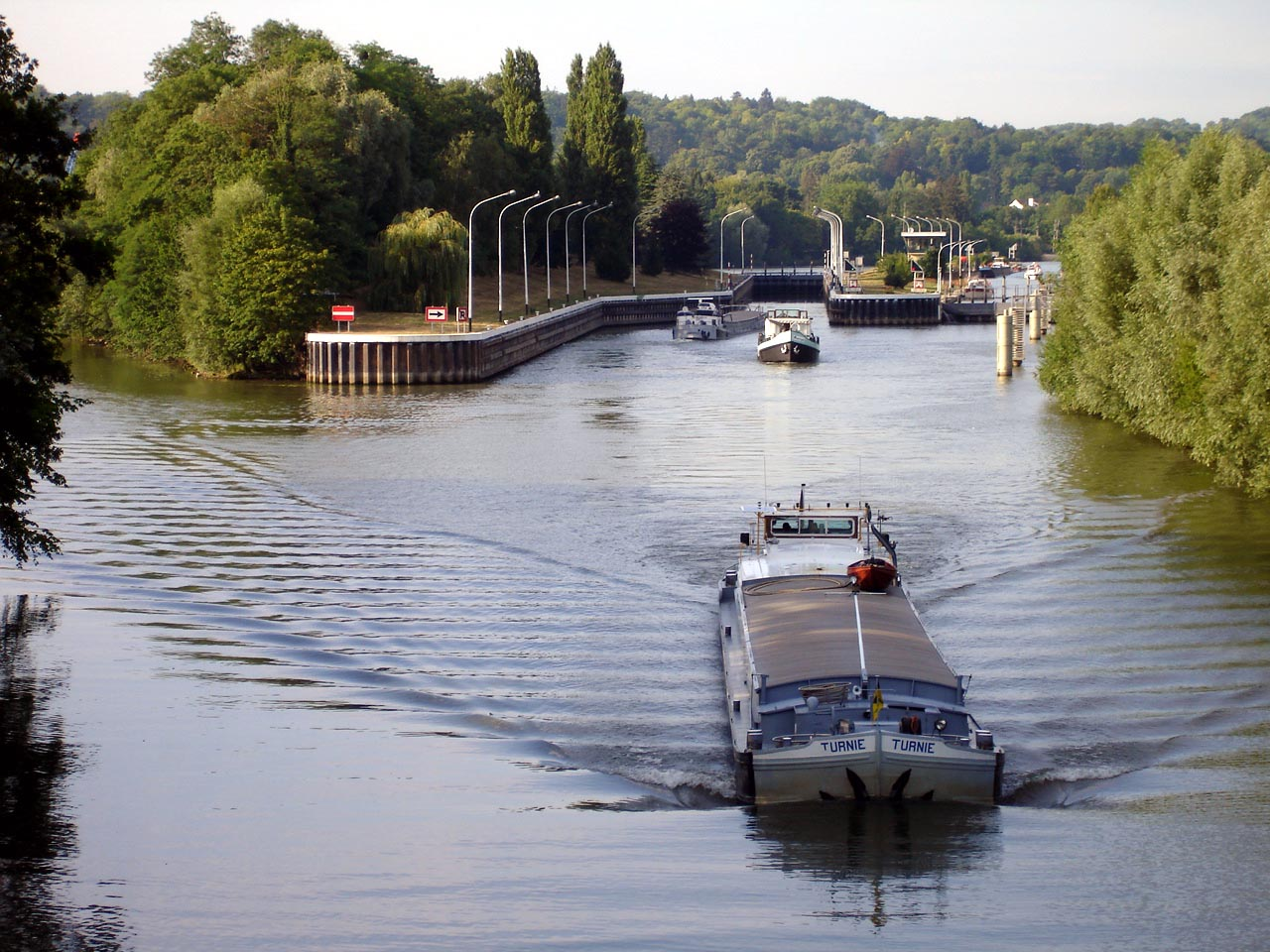
Ecluse sur l'Oise à L'Isle-Adam (Val-d'Oise), France

Le Code européen des voies de navigation intérieure (CEVNI) est le code européen pour les rivières, les canaux et les lacs dans la plupart des pays européens. Il a été élaboré par le sous-comité des transports par voie navigable de la Commission économique pour l'Europe des Nations unies (CEE-ONU).
Tous les pays européens n'utilisent pas le CEVNI pour leurs voies navigables. Le CEVNI a en effet le caractère d'une recommandation ce qui signifie qu'il n'est juridiquement pas contraignant. Le Royaume-Uni, les Pays nordiques, l'Espagne, l'Italie, ainsi que les Balkans à l'exception de la Croatie, ont leurs propres règlements. De même, sur les voies d'eau intérieures allemandes, sur le Rhin ou la Moselle, le CEVNI n'est pas utilisé et d'autres règlements spécifiques sont applicables.
Le CEVNI contient les règles communes applicables à la circulation sur les voies navigables intérieures, comme la signalisation visuelle des bateaux, la signalisation sonore, la radiotéléphonie, la signalisation et le balisage des voies navigables, les règles de route, les règles de stationnement, la prévention de la pollution des eaux et l'élimination des déchets produits à bord des bateaux. On peut l'assimiler à une sorte de "code de la route" pour les bateaux en navigation intérieure. 